# Neocautinella
Neocautinella is een geslacht van spinnen uit de familie hangmatspinnen (Linyphiidae).

## Soorten
De volgende soorten zijn bij het geslacht ingedeeld:
- Neocautinella neoterica (Keyserling, 1886)